# Aigle nain
Hieraaetus morphnoides
Espèce
Statut de conservation UICN

 LC  : Préoccupation mineure
Statut CITES
L'Aigle nain (Hieraaetus morphnoides) est une espèce d'oiseaux de la famille des Accipitridae.

## Répartition

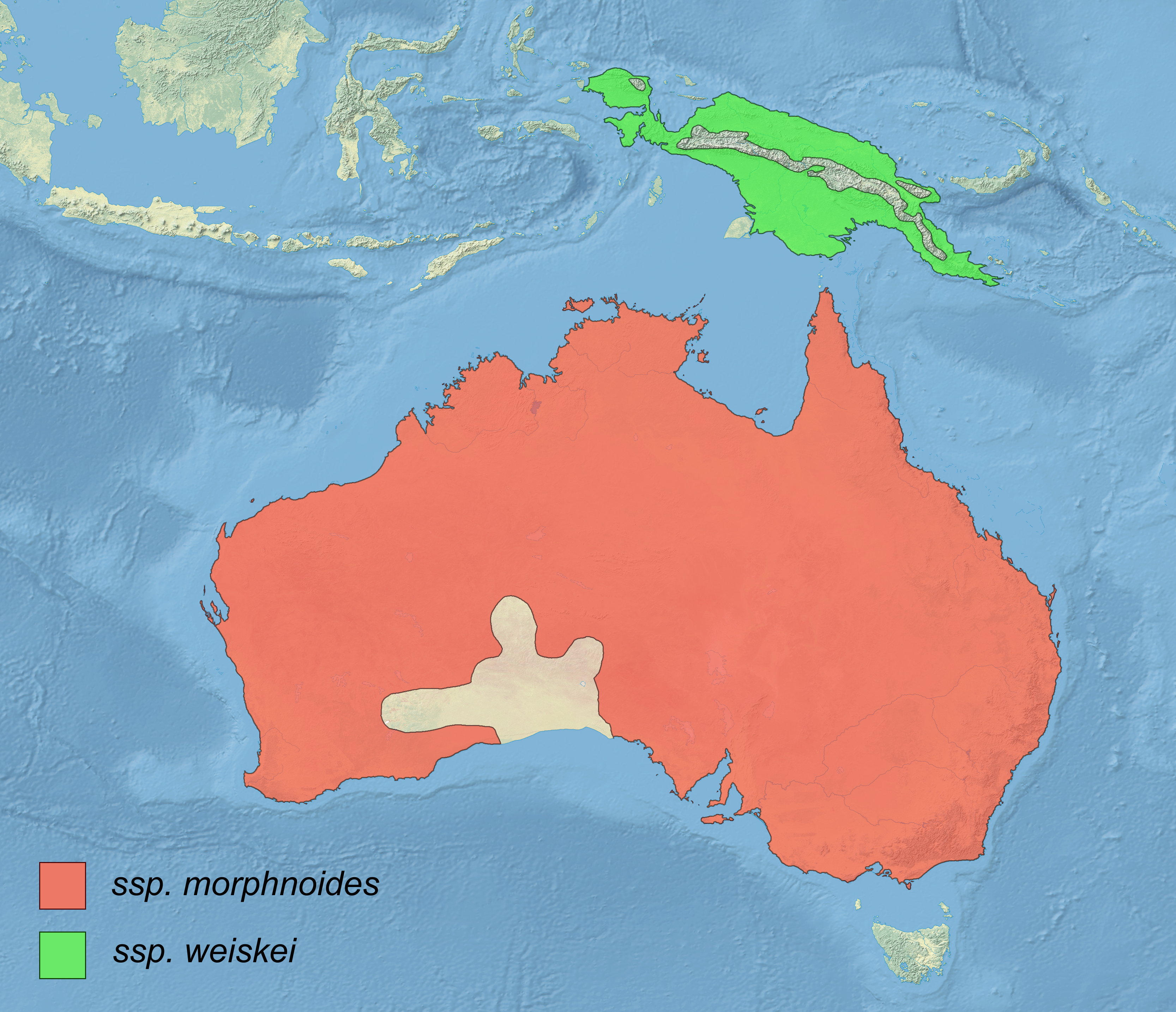
La répartition de l'aigle nain en rouge (Aigle de Weiske en vert)

Cette espèce vit en Australasie.